# Portrait de Corina Pere Romeu
Portrait de Corina Pere Romeu est un tableau réalisé par le peintre espagnol Pablo Picasso à Barcelone en 1902, durant sa période bleue. Cette huile sur toile est le portrait en buste d'une femme en chignon vêtue d'un châle en dentelle blanc et parée de bijoux en or, son regard dirigé vers le spectateur. 
Le modèle du tableau est Corina Jáuregui i Malgà, issue de la bourgeoisie catalane, épouse de Pere Romeu, ancien du Chat Noir de Montmartre et fondateur du cabaret Els Quatre Gats de Barcelone, un ami de l'artiste avec lequel elle vient d'avoir son premier enfant.
Partie des collections du musée Picasso de Paris depuis une dation de Jacqueline Picasso en 1990, l'œuvre se trouve en dépôt au musée d'Art moderne de Céret à compter de 1992. C'est la plus ancienne de la collection de cet établissement des Pyrénées-Orientales.